# AGILE (супутник)
AGILE (Astrorivelatore Gamma a Immagini LEggero) — астрономічний супутник Італійського космічного агентства ASI, призначений для спостереження неба в діапазоні енергій від 30 МеВ до 50 ГеВ (високоенергетичні гамма промені) та від 18 і до 60 КеВ
(рентгенівські промені високої енергії).
«AGILE» — наукова місія (запропонована ASI в червні 1997 року та обрана вже в грудні цього ж року), яка є результатом співпраці між
італійським космічним агентством, національним інститутом астрофізики(INAF), національним інститутом ядерної фізики(INFN), і декілька інших
італійських університетів.
Супутник створений ASI на базі платформи MITA. Початкова маса КА 352 кг, габарити 1,675 x 1,689×2,62 м. Вимірювальні прилади AGILE основані на кремнієвому трекері, виробленому в INFN. Трекер складається з різних рівнів вольфраму та кремнієвого гамма-детектору(GRID), в якому можна спостерігати електронно-позитронні траєкторії із яких можемо реконструювати напрям прибуття та енергію падаючого фотону. Прилад дуже компактний та легкий, має великий кут огляду, який охоплює 1/5 всього неба.. Його маса становить всього 130 кг.

## Інструменти
1. GRID (Gamma-Ray Imaging Detector) — видовий гамма-детектор, призначений для виявлення та визначення координат гамма спалахів. Працює в діапазоні енергій частинок від 30 МеВ до 30 ГеВ.
2. MCAL — міні-калориметр, призначений для виявлення гамма спалахів в діапазоні енергій частинок 0,3-100 МеВ.
3. Hard X-ray Imager — камера жорсткого рентгенівського діапазону, призначена для визначення спектру гамма-спалахів і отримання їх зображення в рентгенівському діапазоні 15-45 кэВ.

## Інноваційні можливості AGILE
- велике поле огляду, як для телескопу працюючого в рентгенівському та гамма діапазонах
- час простою 200 мікросекунд, часу детектування кожного фотону вимірюється з точністю до 2 мікросекунд
- отримуються якісні зображення в діапазоні енергій від 100 МеВ до 50 ГеВ, що при енергіях вище 300 МеВ дозволяє позиціювати джерело з похибкою в діапазоні між 2 та 6- кутовими мінутами дуги. Хороша чутливість до фотонів з енергіями від 30 до 100 МеВ, які захоплені ефективною площею більше 200 см2
- дуже швидка відповідь на перехідні явища в гамма-діапазоні та гамма-спалахи, отримані програмами аналізу та координація зі спостереженнями з Землі та інших супутників
- точна локалізація (2-3 мінути дуги) для гамма-спалахів та інших нестаціонарних процесів
- здатність контролювати небо на великому масштабі часу, щоб краще дослідити можливі зміни потоку від рентгенівських та гамма джерел

## Місія
Супутник запущений 23 квітня 2007 року і виведений на кругову екваторіальну орбіту на висоті 540 км з нахилом 2,3 ° за допомогою ракети-носія PSLV-С8, яка стартувала з індійського космодрому Шрихарикота, перший запуск якої був проведений в 1994 р. Даний проект став першим комерційним пуском ракети-носія PSLV. Індійська організація космічних досліджень отримала за цей пуск 11 мільйонів доларів. Космічний апарат призначений для збору інформації про походження Всесвіту. Після 6 місяців, призначених для контролю орбіти та калібровки на джерела, спостереження почались 7 грудня 2007 року з послідовністю прицілювання, тривалістю близько одного тижня.AGILE працював так до квітня 2009 року, та після відмови системи інерційного стеження, супутник увійшов в режим «Sun Pointing Spinning». Кожен день супутник опрацьовую велику частину неба. Цей режим є оптимальним для вивчення змінних небесних джерел.
На даному етапі AGILE співпрацює одночасно з супутником FERMI, у якого на борту більше техніки для сканування неба. Зокрема, одночасне використання двох супутників дозволяє краще вивчити такі змінні процеси та об'єкти як гамма-спалахи, квазари, нейтронні зорі, і особливо дає виграш у виявлення деяких з джерел гамма-випромінювання, які ще не мають аналога в інших довжинах хвиль. Спостереження AGILE мають особливе значення, коли вони вставляються в глобальне бачення поведінки небесних джерел при різних довжинах хвиль.

## Найбільш важливі відкриття AGILE

### Потужні спалахи Крабоподібної туманності
Обговорювана туманність розташована в сузір'ї Тільця на відстані близько 6500 світлових років від Сонця. Причиною її появи став спалах наднової, яка спостерігалася з Землі в 1054 році. У центральній області туманності знаходиться нейтронна зірка, яка збереглася після вибуху і швидко обертається — пульсар PSR B0531 +21. За одну секунду він встигає зробити відразу 30 обертів.
Якщо подумки виключити регулярність посилають імпульсів PSR B0531 +21, Крабоподібна туманність, як вважалося, буде практично постійним джерелом випромінювання високої енергії. Нещодавно, однак, були опубліковані, зібрані декількома орбітальними обсерваторіями («Фермі», Swift, RXTE), свідоцтва зміни її яскравості в рентгенівському діапазоні. Нові, надзвичайно потужні спалахи космічні апарати виявили близько місяця тому, 12 і 16 квітня 2011 року. «Настільки сильних викидів ми ніколи раніше не бачили», — зізнається співробітниця Центру космічних польотів Годдарда Еліс Хардінг (Alice Harding). Дійсно, вимірювання AGILE показали, що загальний (враховує внесок пульсара і туманності) потік гамма-випромінювання з енергією, що перевищує 100 МеВ, 16 квітня становив (19,6 ± 3,7) • 10-6 фотонів/см2/с, а розраховане за результатами тривалих спостережень середнє його значення дорівнює (2,20 ± 0,15) • 10-6 фотонів/см2/с. Вересневий спалах 2010 року добрався «всього лише» до 5 • 10-6 фотонів/см2/с.
Передбачається, що високоенергетичне гамма-випромінювання Крабоподібної туманності має синхротронну природу, тобто випускається електронами, які рухаються по викривленим траєкторіям магнітних полів з релятивістськими швидкостями. Відповідні фотонам квітневих спалахів, електрони повинні мати воістину величезну енергію, і пояснити, як саме вони її придбали, досить складно. Свої припущення теоретики, втім, вже висловили: на початку травня на сайт ArXiv був викладений препринт, автори якого, фізики з Колорадського університету, вважають магнітне перез'єднання основною умовою несподіваного зростання енергії частинок в Туманності.

### Потужні змінні сигнали від Cygnus X-3
Лебідь Х-3 двійкова система і це досить особливе явище. Масивна зірка в кілька сонячних мас викидає інтенсивні потоки газу, частина якого залишається в пастці гравітаційного поля компактного об'єкта — нейтронної зірки, або чорної діри.
З цієї причини, Лебідь Х-3 (його в деяких наукових джерелах називають мікроквазар) є для астрономів одним з найпривабливіших об'єктів в нашій галактиці. Завдяки його дослідженням можна отримати основну інформацію про діяльність подібних величезних «машин» важкості. Протягом десятиліть спостережень, Лебідь Х-3 завжди виявляв дивну поведінку, пов'язану з високою енергією і часто суперечливими даними. Спеціальні кампанії спостережень за сузір'ям були розпочаті в 2007 році за допомогою супутника AGILE, який дозволив виявити протягом перших кількох епізодів спостереження дуже інтенсивні гамма-випромінювання. З ростом даних, дослідження показало, що це повторювані явища. Гамма-випромінювання, а потім потужне прискорення частинок, не проводиться випадковим чином, або під час і після формування радіосигналів, а відбувається все це на першому, самому ранньому етапі.
Дослідження, результати якого були опубліковані в авторитетному науковому журналі «Nature», показують регулярність поведінки, в яких найбільш інтенсивні гамма-випромінювання відбуваються тільки в особливих умовах, або всередині джерел, які повторюються протягом довгого часу, хоча ніякого конкретного періоду не існує. Спостереження цього явища становить великий інтерес для астрофізики, оскільки він вказує, що є основний механізм, який управляє явищами високих енергій. Завдяки роботі двох супутників, італійського AGILE ASI і NASA FERMI, доводять, що мікроквазар X-3, володіє деякими властивостями невеликої чорної діри. Лебідь Х-3 є першим прикладом галактичних квазарів, які вимірюються з високою точністю.